# Битва при Помбале
Битва при Помбале (порт. Combate de Pombal) — бой, произошедший 11 марта 1811 года в одноименном городе (в то время деревне) во время отступления маршала Массены от линий Торрес-Ведрас и был первым в серии арьергардных боев, в которых сражался Мишель Ней. Веллингтон и его британско-португальская армия преследовали французов, но наступление сдерживалось энергичными усилиями Нея, не позволяющими Веллингтону сокрушить армию Массены в тот момент, когда она была наиболее уязвимой.
В битве при Помбале Ней столкнулся с англо-португальским силам и отбил их атаку.

## Предыстория
Не в силах прорвать линии Торрес-Ведрас, Ней был назначен командовать арьергардом, а основная часть французской армии вышла из Португалии. Арьергард состоял из дивизий Мерме и Маршана.
С самого начала маршал Ней обманул «железного герцога» (Веллингтона) своими манёврами, и Веллингтон считал, что французы собираются вернуться в Торрес-Ведрас, и поэтому приостановил наступательную операцию на несколько часов, что дало Массене большую фору по времени.
Когда Веллингтону стало ясно, что его обманули, союзники покинули Торрес-Ведрас и начали преследование. Они догнали Нея в Помбале.

## Битва
Британский авангард, намного превосходивший по численности французский арьергард, который состояли лишь из двух батальонов 16-го полка лёгкой пехоты, атаковал деревню Помбал. Два французских батальоны были подавлены превосходящими силами противника и, после ожесточенной борьбы, были вытеснены из Помбала.
Именно тогда Ней произнёс свою знаменитую речь перед солдатами 16-го лёгкого пехотного полка. «Шассёры, — сказал он, — вы потеряете свою прекрасную репутацию и навсегда обесчестите себя, если не прогоните врага из Помбала. Вперёд! Храбрецы, за мной!» С этими словами он поскакал к Помбалу, а за ним следовали воодушевлённые шассёры. Англо-португальцы были оттеснены вплоть до реки Арунка, в которой утонули несколько солдат союзников.

## Итог
Несмотря на свой успех, Ней сразу же поджег Помбал и продолжил отступление по правому берегу Арунки. Следующим сражением стала битва при Рединье.
Британский генерал сэр Томас Пиктон был впечатлён обманными действиями Нея, утверждая, что это был «идеальный урок по военному искусству».